# Tataka bossangoa
Tataka bossangoa är en insektsart som beskrevs av Irena Dworakowska 1979. Tataka bossangoa ingår i släktet Tataka och familjen dvärgstritar. Inga underarter finns listade i Catalogue of Life.